# استفان ششم
پاپ استفان ششم (به انگلیسی: Stephen VI) یکی از پاپ‌های کلیسای کاتولیک رم بود که از ۸۹۶ تا ۸۹۷ میلادی پاپ بود.او بیشتر به خاطر برپا کردن دادگاه جسد شناخته می‌شود که در نهایت منجر به عزل و مرگ او شد.

## شغل و خانواده
استفان ششم  در رم متولد شد .پدر او کشیشی به نام جان بود. استفان توسط پاپ فورموزوس ،احتمالاً برخلاف میلش، به مقام اسقفی آنانگنی منصوب شد